# Параку
Параку (фр. Parakou) — місто в Беніні.
Місто Параку розташовано на сході центральної частини Беніну, головне місто департаменту Боргу. Населення міста становить 200 000 осіб, є четвертим за величиною містом країни. 
Найбільшою (1/3) є етнічна група баріба, народи фон, денді та йоруба разом складають до 50 % населення. Близько половини усіх жителів сповідують іслам, 1/3 — християнство.
Місто розташовано на стратегічному шосе, що поєднує Гвінейську затоку з Нігером, а також столицю країни — Котону — із внутрішніми регіонами. Параку зв'язаний з Котону залізничною лінією.  Є аеропорт.
Околиці Параку є важливим сільськогосподарським районом, де вирощують арахіс, бавовну й просо (пивоваріння). 
У лютому 1993 року Параку відвідав папа Іоанн Павло II, де зустрівся також і з місцевим мусульманським духовенством. У жовтні 1997 року тут було створено католицьке єпископство Параку.